# Liste der Monuments historiques in Bessey-lès-Cîteaux
Die Liste der Monuments historiques in Bessey-lès-Cîteaux führt die Monuments historiques in der französischen Gemeinde Bessey-lès-Cîteaux auf.

## Liste der Objekte
| Bezeichnung                          | Beschreibung                                             | Standort                        | Kennzeichnung | Schutzstatus | Datum | Bild |
| ------------------------------------ | -------------------------------------------------------- | ------------------------------- | ------------- | ------------ | ----- | ---- |
| Passionsretabel                      | Kalkstein, 15. Jahrhundert, Claus de Werve zugeschrieben | in der Kirche St-Vincent (Lage) | PM21000297    | Classé       | 1891  |      |
| Grabstein für Jeanne de Saint-Pierre | Kalkstein, bezeichnet 1574                               | in der Kirche St-Vincent (Lage) | PM21000298    | Classé       | 1923  |      |
| Grabstein für die Familie de Pouilly | Kalkstein, 17. Jahrhundert                               | in der Kirche St-Vincent (Lage) | PM21000299    | Classé       | 1964  |      |